# Gospodarka Chin

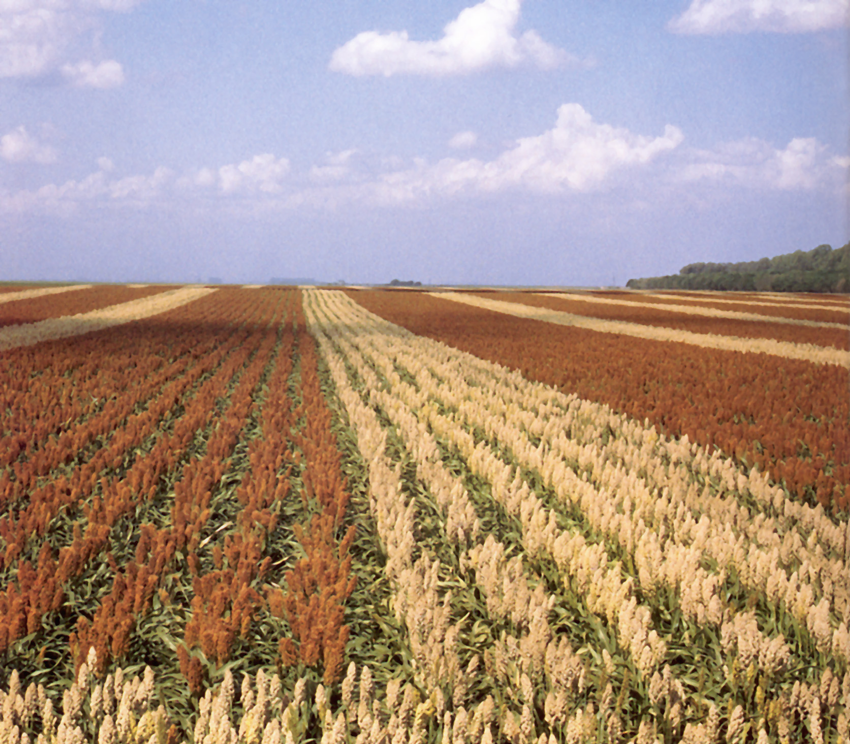
Uprawa gaoliangu

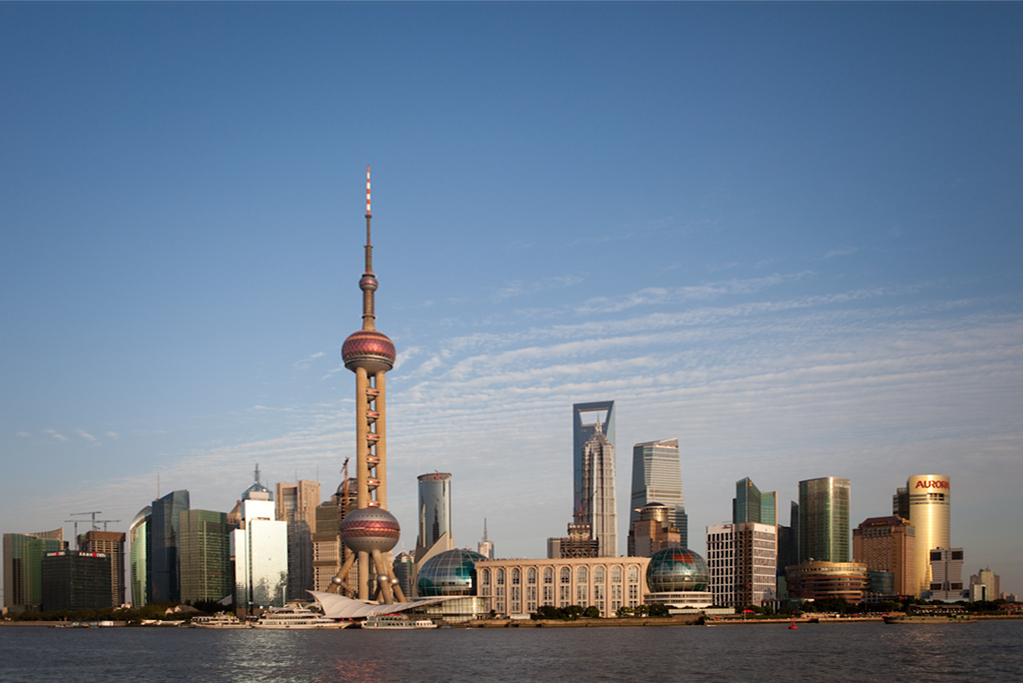
Szanghaj

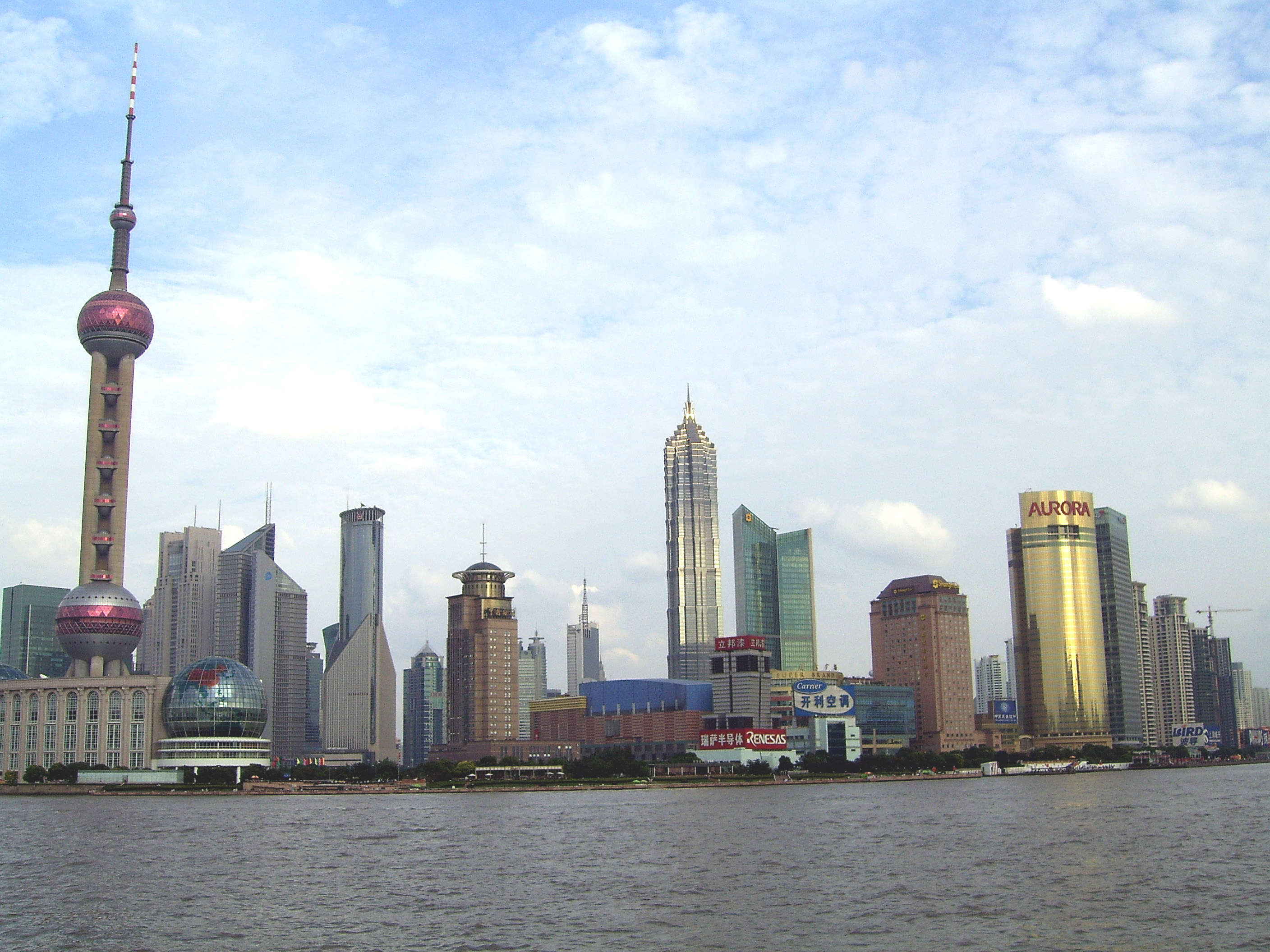

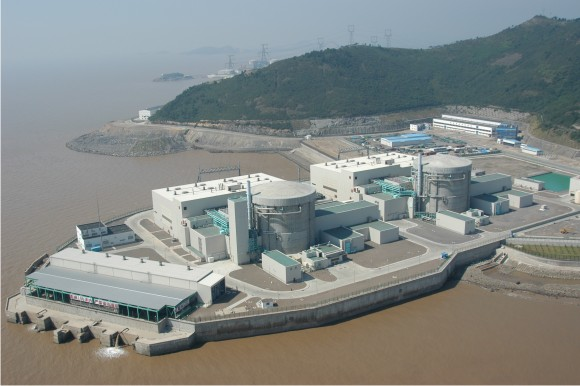
Elektrownia atomowa w Qinshan

Gospodarka Chin – od 2010r. druga pod względem wielkości (po USA) i najszybciej rozwijająca się gospodarka narodowa świata, osiągająca średnie tempo wzrostu 10% rocznie przez ostatnie kilkadziesiąt lat. Jest również największym eksporterem na świecie i drugim pod względem wielkości importerem. System gospodarczy Chin określany jest obecnie jako socjalistyczna gospodarka rynkowa.

## Przemysł

### Wydobycie
Chiny są jednym z najzasobniejszych w surowce krajów świata. Zajmują 1. miejsce w świecie w wydobyciu węgla kamiennego z czego aż 25% pochodzi z prowincji Shanxi, gdzie głównym ośrodkiem wydobycia jest Datong. Inne ważne regiony wydobycia tego surowca występują w prowincjach: Hebei (Kajluańskie Zagłębie Węglowe), Heilongjiang i Liaoning (w Fushun znajduje się największa odkrywkowa kopalnia tego surowca na świecie).
Drugim ważnym surowcem Chin jest ropa naftowa. Wydobywa się ją głównie w Daqing i Shengli. Inne ważne zagłębia wydobycia ropy naftowej to Nanyang, Renqiu, Karamay, Dagang, Yumen oraz na Morzu Żółtym i Morzu Południowochińskim. Gaz ziemny jest pozyskiwany głównie w prowincji Syczuan oraz przy wydobyciu ropy naftowej.
W Chinach wydobywa się także łupki bitumiczne (główne ośrodki to Maoming i Fushun), rudy żelaza (w prowincjach Liaoning, Mongolia Wewnętrzna i Hebei), wolframu (południowa część prowincji Jiangxi, pierwsze miejsce w światowym wydobyciu), antymonu (Hunan; ponad 40% światowego wydobycia), cynku, ołowiu, miedzi, cyny, molibdenu, manganu, rtęci oraz boksyty, sól kamienną (2. miejsce po USA), kaolin, fosforyty i metale szlachetne.

### Produkcja energii
Produkcja energii elektrycznej w Chinach wynosiła w 2011 roku 4721 TWh (w 2003 wynosiła 1093 TWh, a w 1990, 618 TWh). Energię wytwarza się głównie w elektrociepłowniach opalanych węglem kamiennym (70%) i ropą naftową (17%). Ponad 40% energii przypada na północno-wschodnie i wschodnie Chiny. Największe elektrownie cieplne znajdują się w Szanghaju, zagłębiach węglowych i regionie Pekin-Tiencin-Tangshan. Elektrownie wodne są natomiast skupione głównie w górnych biegach Huang He i Han Shui oraz na rzece Hongshui He i małych rzekach górskich w prowincji Fujian. W północno-wschodnich Chinach mieszczą się liczne małe hydroelektrownie, obsługujące wsie i miasta.

#### Energetyka jądrowa
W 2011 Chiny posiadały 15 działających reaktorów jądrowych o łącznej mocy 11,8 GW, co pozwalało zaspokoić około 1,85% zapotrzebowania kraju na energię elektryczną. W trakcie budowy jest 26 reaktorów.

#### Energetyka odnawialna
Chiny są jednym z krajów najintensywniej inwestujących w rozwój odnawialnych źródeł energii. Moc chińskich elektrowni wodnych przekracza 200 GW i w 2011 roku wyprodukowały one 721 TWh energii elektrycznej (1. miejsce na świecie). W Chinach znajduje się również największa na świecie elektrownia wodna na Zaporze Trzech Przełomów. Moc elektrowni wiatrowych w Chinach w 2011 roku wynosiła 66,7 GW (1. miejsce na świecie).

### Przemysł przetwórczy
W przemyśle przetwórczym Chin przeważa przemysł ciężki (około 40% wartości produkcji przemysłowej). Popularny jest również półrzemieślniczy charakter produkcji, oparty na tradycyjnych środkach produkcji.
Nowoczesny przemysł rozwija się w specjalnych strefach ekonomicznych. Największe znaczenie ma hutnictwo żelaza skupione w 3 okręgach: północno-wschodnim (główne ośrodki Anshan, Benxi i Tonghua), północnym (Pekin, Tiencin, Tangshan, Taiyuan i Baotou) oraz rejonie ujścia Jangcy (Szanghaj, Ma’anshan, Nankin i Hangzhou). Natomiast największym ośrodkiem hutnictwa metali kolorowych jest Shenyang.
Przemysł maszynowy rozwinął się we wszystkich chińskich miastach, jednak do największych ośrodków należą Shenyang, Harbin, Qiqihar, Szanghaj, Tiencin oraz Taiyuan. W przemyśle środków transportu najsilniej rozwinięta jest produkcja taboru kolejowego (w Dalian, Qingdao i Changchun), przemysł stoczniowy (Szanghaj, Dalian, Tiencin i Kanton (Guangzhou)) i produkcja traktorów (Szanghaj, Tiencin, Luoyang). Przemysł samochodowy nastawiony jest głównie na produkcję samochodów ciężarowych (Changchun, Szanghaj i Nankin). Głównym ośrodkiem produkcji samochodów osobowych jest Pekin.
Przemysł chemiczny oparty jest na bogatej bazie surowcowej i ma zróżnicowany profil produkcji. Największymi, wielobranżowymi ośrodkami tego przemysłu są Szanghaj, Tiencin i Nankin. Szybko zwiększa się produkcja nawozów sztucznych (główne ośrodki to: Nankin, Daqing i Shijiazhuang). Chiny zajmują 1. miejsce w świecie w produkcji nawozów azotowych i jedno z pierwszych miejsc w produkcji nawozów fosforowych. Rośnie rola produkcji tworzyw sztucznych. W związku z rosnącym wydobyciem ropy rozwija się przemysł rafineryjny. Główne ośrodki to Daqing, Yanshan, Fushun, Dalian i Szanghaj. Zdolność przerobowa chińskich rafinerii jest szacowana na około 100 milionów ton.
Intensywnie rozwija się też przemysł elektroniczny, we współpracy z firmami japońskimi. Główne ośrodki tego przemysłu to Pekin, Szanghaj, Tiencin oraz strefy ekonomiczne.
Tradycyjne gałęzie przemysłu chińskiego to włókiennictwo a zwłaszcza przemysł bawełniany, który stanowi 95% włókienniczej produkcji przemysłowej oraz jedwabniczy. Główne ośrodki przemysłu włókienniczego to miasta u ujścia Jangcy (Szanghaj, Zhuzhou, Hangzhou). W północno-zachodnich Chinach główne ośrodki znajdują się w Sinciangu (Urumczi, Kaszgar, Hotan). W latach 80. XX wieku Chiny przekształciły się z eksportera surowców włókienniczych na eksportera wyrobów włókienniczych.
Duże znaczenie ma przemysł spożywczy, obejmujący przemysł cukrowniczy, tłuszczowy, młynarski, mięsny, winno-spirytusowy, tytoniowy i herbaciany. Przemysł ten skoncentrowany jest głównie we wschodnich Chinach. W miastach nadmorskich rozwija się przemysł rybny. Potencjał przemysłu spożywczego jest ciągle za mały do potrzeb kraju. Oprócz tych gałęzi przemysłu rozwinęły się także inne, takie jak cementowy, porcelanowy (główne ośrodki to Jingdezhen i Liling), skórzany i odzieżowy (Pekin, Szanghaj) oraz drzewny w północno-wschodnich Chinach. Duże znaczenie ma także rękodzieło, a zwłaszcza artystyczne.

## Rolnictwo
Poziom technologiczny chińskiego rolnictwa nie jest wysoki, mimo znacznego postępu w zakresie mechanizacji, rozbudowy systemów irygacyjnych i zużycia nawozów sztucznych. Grunty orne zajmują tylko około 10% kraju a łąki i pastwiska 42%. Połowa gruntów ornych jest sztucznie nawadniana (głównie w dorzeczu Jangcy i Huang He). Rozpowszechniony jest system uprawy tarasowej, głównie w Górach Południowochińskich.
Podstawą rolnictwa w Chinach jest produkcja roślinna. Największy udział w strukturze upraw zajmują rośliny żywieniowe (około 90% zasiewów). Najważniejszą uprawą, w której zasiewach Chiny zajmują 1. miejsce, jest ryż. Uprawiany jest od tysiącleci, głównie na południe od rzeki Huai He i gór Qin Ling. W południowo-wschodniej części Chin 2-3 zbiory ryżu rocznie. Nizina Chińska i północno-wschodnie Chiny są natomiast głównymi ośrodkami uprawy pszenicy (1. miejsce w zbiorach światowych), kukurydzy (2. miejsce po USA), jęczmienia, prosa i gaoliangu. Plony zbóż, głównie dzięki dużemu nakładowi pracy są średnie i osiągają 43 q z ha.
Najważniejszą uprawą przemysłową jest bawełna (1. miejsce w zbiorach światowych), uprawiana głównie na Nizinie Chińskiej. Nową uprawianą rośliną przemysłową jest kauczukowiec, uprawiany głównie w południowych krańcach prowincji Junnan przy granicy z Laosem i Mjanmą. Z roślin oleistych uprawia się soję (północno-wschodnia część kraju i Nizina Chińska), orzeszki ziemne (w prowincji Szantung), rzepak (Syczuan i Anhui), sezam (Nizina Chińska). W zbiorach herbaty Chiny zajmują 2. miejsce po Indiach a tytoniu 1. miejsce. W południowych Chinach uprawa owoców cytrusowych i bananów. Ponadto powszechna jest uprawa warzyw oraz w niektórych prowincjach zbieractwo ziół i roślin leczniczych.
W produkcji hodowlanej największe znaczenie ma hodowla trzody chlewnej (364 milionów sztuk), rozwinięta zwłaszcza na Nizinie Chińskiej i w północno-wschodnich Chinach. W tych samych regionach hoduje się bydło (81 milionów sztuk) i drób (głównie kaczki ok. 3 mld). W zachodnich i północnych Chinach hodowla owiec (113 milionów sztuk), kóz (97 milionów sztuk), koni (10 milionów sztuk) i wielbłądów. Na Wyżynie Tybetańskiej ponadto hodowla jaków. W całych Chinach jest dobrze rozwinięta hodowla jedwabników, a zwłaszcza w dorzeczu Jangcy i Xi Jiang.
Dobrze rozwinięte jest rybołówstwo morskie i śródlądowe oraz przybrzeżne marikultury. W połowach morskich które wynoszą 11,2 miliona ton ryb kraj zajmuje 2. miejsce w świecie. Na chińskich wybrzeżach zlokalizowano około 140 portów rybackich, obsługujących połowy przybrzeżne, dalekomorskie oraz 8 głównych łowisk szelfowych.

## Turystyka

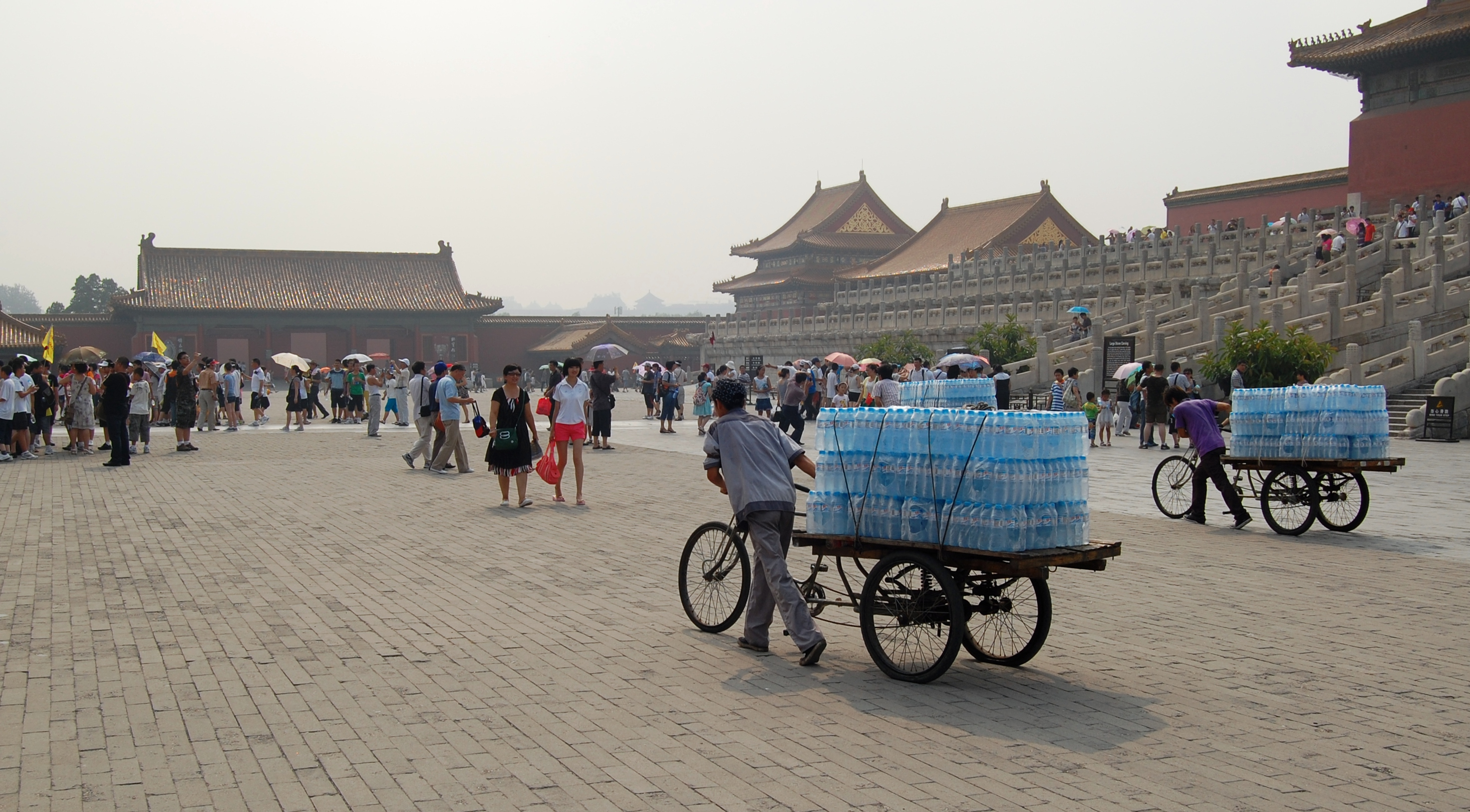
Pracownicy w Zakazanym Mieście w Pekinie.

Sytuacja gospodarcza Chin w latach 60. i 70. ograniczyła w tym czasie rozwój turystyki zagranicznej i wewnętrznej. Rozwój ruchu turystycznego nastąpił dopiero pod koniec lat 70. W 1989 roku Chiny odwiedziło 12,4 mln osób, głównie imigrantów z Hongkongu, Makau i Tajwanu. W tym samym roku wpływy z turystyki wyniosły 2,2 miliarda dolarów. W 2003 było już ich 47 miliardów.
Najważniejszym regionem turystycznym Chin jest południowo-wschodnia część kraju a zwłaszcza Hongkong, Kanton (Guangzhou) oraz nowoczesne strefy ekonomiczne (Shantou, Shenzhen, Zhuhai). Liczne atrakcyjne regiony kraju, głównie z powodu niewystarczającej obsługi hotelowej i słabego dostępu, nie są wykorzystane turystycznie. Najliczniej odwiedzane są stare i zabytkowe miasta takie jak Szanghaj, Pekin, Nankin, Hangzhou, Suzhou i Xi’an oraz fragmenty Wielkiego Muru Chińskiego i park krajobrazowy z formami krasowymi koło Guilin. Zaczyna się wykorzystywać walory plaż południowego wybrzeża.

## Transport i łączność
Sieć transportowa w Chinach jest słabo i nierównomiernie rozwinięta. Największy udział w przewozach towarowych ma transport kolejowy – 42,6% przewozów, a następnie żegluga śródlądowa – 13,2%. W przewozach osobowych najwięcej przypada również na koleje, bo aż 48% i na przewozy autobusowe – ok. 45%. Długość linii kolejowych wynosi 75 438 km (dane z 2005), a dróg samochodowych 1 930 544 km (dane z 2005).
Najlepiej rozwinięty transport lądowy mają wschodnie i północno-wschodnie Chiny. Głównymi szlakami komunikacyjnymi tej części Chin są linie kolejowe: Pekin – Szanghaj – Kanton, Pekin – Wuhan – Kanton oraz połączenia Pekinu z Harbinem i Ułan Bator w Mongolii. W północnych i zachodnich Chinach ważną rolę ciągle odgrywa transport juczny. Głównymi szlakami komunikacyjnymi są tu drogi Chengdu – Lhasa, Xining – Lhasa, Lanzhou – Turfan – Urumczi – Tacheng, Turfan – Kaszgar – Hotan – Qiemo oraz linia kolejowa Zhengzhou – Lanzhou – Urumczi. Ważną rolę w transporcie odgrywa żegluga śródlądowa (głównie w dorzeczu Jangcy i Xi Jiang) i kabotażowa. Długość dróg wodnych wynosi 121 557 km. Rośnie rola transportu lotniczego (477 lotnisk i 35 heliportów). Rozbudowuje się transport rurociągowy. Dziś liczy 32 268 km rurociągów i gazociągów. Przeładunki w chińskich portach przekraczają rocznie 166 milionów ton. Główne porty morskie to Szanghaj, Qinhuangdao, Dalian, Qingdao, Kanton (Guangzhou), Ningbo i Tianjin. Natomiast główne porty lotnicze znajdują się w miastach: Pekin, Szanghaj i Kanton (Guangzhou).
Telefony stacjonarne i komórkowe (w 2007): 686,2 na 1000 osób
Dostęp do Internetu (w 2008): 201,0 na 1000 osób

## Emisja gazów cieplarnianych
Z wysoką pozycją gospodarczą wiąże się znaczący udział w światowej emisji gazów cieplarnianych. W 2018 Chiny emitowały około 11,3 Gt dwutlenku węgla pochodzenia kopalnego, odpowiadając za 29,7% jego światowej emisji, zajmując tym pierwsze miejsce, przy czym kolejne państwo, Stany Zjednoczone emitowały około dwukrotnie mniej. Łączna emisja równoważnika dwutlenku węgla z Chin wyniosła w 1970 roku 2 Gt Mt, z czego 47,6% stanowiła emisja metanu, a 7,3% podtlenku azotu. W 1990 emisja równoważnika wyniosła 3 859,073 Mt, w czym 2 397,508 Mt stanowił dwutlenek węgla, a udział metanu spadł nieco poniżej ⅓. W przeliczeniu na mieszkańca emisja wyniosła wówczas 2,045 t dwutlenku węgla, a w przeliczeniu na 1 dolar PKB 1 388 kg. Po roku 1990 całkowita emisja cały czas rosła w różnym tempie. W 2018 emisja dwutlenku węgla pochodzenia kopalnego wyniosła 11 255,878 Mt, a w przeliczeniu na mieszkańca 7,954 t i w przeliczeniu na 1 dolar PKB 499 kg. Emisja metanu pozostała na podobnym poziomie, a więc jej udział nadal spadał do ok. 10%. W tym czasie udział emisji podtlenku azotu spadł do 3,1%, a gazów fluorowanych osiągnął 2,2%. Przez cały czas główne branże odpowiedzialne za emisję dwutlenku węgla to energetyka i inne spalanie przemysłowe. Wzrost emisji nastąpił we wszystkich branżach, najbardziej w transporcie, ale w energetyce też był na tyle duży, że w 2018 odpowiadała ona za 41%, podczas gdy udział pozostałego spalania przemysłowego, w 1990 będący na podobnym poziomie, co energetyka, spadł do 24%. Spalanie węgla kopalnego rosło wolniej od spalania ropy naftowej i gazu ziemnego, ale w 2018 odpowiadało za 68,3% emisji ze spalania paliw, podczas gdy spalanie ropy naftowej za 23%, a gazu za 8,7%.

## Handel zagraniczny
Chiny zajmują pierwsze miejsce w świecie pod względem wartości obrotów handlowych. Wynoszą one 4306 mld USD (2014). Wartość eksportu to 2343 mld USD, a importu 1963 mld USD. Najwięcej eksportuje się maszyn i sprzętu. Za nimi plasują się tekstylia i ubrania, obuwie, zabawki, sprzęt sportowy i paliwo. Chiny eksportują do takich państw jak USA (21,1%), Hongkong (17,4%), Japonia (13,6%), Korea Południowa (4,6%), Niemcy (4%). Natomiast importuje się maszyny, sprzęt elektroniczny, paliwo, plastik, żelazo, stal i chemikalia. Partnerami chińskiego importu są Japonia (18%), Tajwan (11,9%), Korea Południowa (10,4%), USA (8,2%), Niemcy (5,9%).
Istotną rolę w rozwoju handlu zagranicznego mają Targi Kantońskie.

## Regiony Chińskiej Republiki Ludowej według wskaźnika rozwoju społecznego
Lista jednostek administracyjnych Chińskiej Republiki Ludowej według wskaźnika rozwoju społecznego w 2017 roku.
| Lp. | Jednostka administracyjna          | WRS 2017 | Porównywalne państwa (WRS 2017)     |
| --- | ---------------------------------- | -------- | ----------------------------------- |
| 1   | Hongkong                           | 0,933    | Szwecja (0,932)                     |
| 2   | Pekin                              | 0,887    | Czechy (0,888)                      |
| 3   | Szanghaj                           | 0,860    | Litwa (0,859)                       |
| 4   | Tiencin                            | 0,844    | Chile (0,842)                       |
| 5   | Jiangsu                            | 0,795    | Kostaryka (0,794)                   |
| 6   | Guangdong                          | 0,784    | Trynidad i Tobago (0,784)           |
| 7   | Zhejiang                           | 0,783    | Trynidad i Tobago (0,784)           |
| 8   | Liaoning                           | 0,772    | Meksyk (0,774)                      |
| 9   | Mongolia Wewnętrzna                | 0,767    | Bośnia i Hercegowina (0,769)        |
| 10  | Jilin                              | 0,760    | Brazylia (0,760)                    |
| 11  | Fujian                             | 0,758    | Azerbejdżan (0,757), Liban (0,757)  |
| 11  | Szantung                           | 0,758    | Azerbejdżan (0,757), Liban (0,757)  |
| 13  | Hubei                              | 0,755    | Algieria (0,755), Tajlandia (0,755) |
| 14  | Chongqing                          | 0,752    | Ekwador (0,753)                     |
| –   | Chińska Republika Ludowa (średnia) | 0,751    | Peru (0,750), Ukraina (0,750)       |
| 15  | Shaanxi                            | 0,750    | Peru (0,750), Ukraina (0,750)       |
| 16  | Hajnan                             | 0,744    | Kosowo (0,742)                      |
| 16  | Hunan                              | 0,744    | Kosowo (0,742)                      |
| 16  | Shanxi                             | 0,744    | Kosowo (0,742)                      |
| 19  | Heilongjiang                       | 0,741    | Fidżi (0,741), Mongolia (0,741)     |
| 20  | Ningxia                            | 0,739    | Fidżi (0,741), Mongolia (0,741)     |
| 21  | Hebei                              | 0,731    | Jamajka (0,732)                     |
| 22  | Henan                              | 0,725    | Surinam (0,719)                     |
| 22  | Sinciang                           | 0,725    | Surinam (0,719)                     |
| 24  | Jiangxi                            | 0,722    | Surinam (0,719)                     |
| 25  | Kuangsi                            | 0,721    | Surinam (0,719)                     |
| 26  | Anhui                              | 0,717    | Botswana (0,717), Malediwy (0,717)  |
| 27  | Syczuan                            | 0,711    | Uzbekistan (0,710)                  |
| 28  | Gansu                              | 0,685    | Irak (0,684), Palestyna (0,686)     |
| 29  | Qinghai                            | 0,680    | Irak (0,684)                        |
| 30  | Kuejczou                           | 0,674    | Salwador (0,675), Kirgistan (0,673) |
| 31  | Junnan                             | 0,666    | Maroko (0,666)                      |
| 32  | Tybetański Region Autonomiczny     | 0,580    | Angola (0,581), Kambodża (0,581)    |

## Kryzys w 2008 r.
Podczas kryzysu w 2008 r. rząd Chin zapowiedział wsparcie gospodarki pakietem 585 miliardów dolarów. W Chinach kryzys nie był aż tak mocny (spadł wzrost gospodarczy do 7–8%).